# Емгерст (Колорадо)
Емгерст (англ. Amherst) — переписна місцевість (CDP) в США, в окрузі Філліпс штату Колорадо. Населення — 47 осіб (2020).

## Географія
Емгерст розташований за координатами 40°40′59″ пн. ш. 102°10′21″ зх. д. / 40.68306° пн. ш. 102.17250° зх. д. (40.683157, -102.172610).  За даними Бюро перепису населення США в 2010 році переписна місцевість мала площу 1,17 км², уся площа — суходіл.

## Демографія
Згідно з переписом 2010 року, у переписній місцевості мешкало 58 осіб у 19 домогосподарствах у складі 16 родин. Густота населення становила 49 осіб/км².  Було 25 помешкань (21/км²).
Расовий склад населення:
| - 96,6 % — білих - 1,7 % — осіб інших рас |

До двох чи більше рас належало 1,7 %. Частка іспаномовних становила 22,4 % від усіх жителів.
За віковим діапазоном населення розподілялося таким чином: 34,5 % — особи молодші 18 років, 53,4 % — особи у віці 18—64 років, 12,1 % — особи у віці 65 років та старші. Медіана віку мешканця становила 28,0 року. На 100 осіб жіночої статі у переписній місцевості припадало 87,1 чоловіків;  на 100 жінок у віці від 18 років та старших — 90,0 чоловіків також старших 18 років.
Цивільне працевлаштоване населення становило 36 осіб. Основні галузі зайнятості: роздрібна торгівля — 55,6 %.